# Cirsium bornmuelleri
Cirsium bornmuelleri là một loài thực vật có hoa trong họ Cúc. Loài này được Sint. ex Bornm. mô tả khoa học đầu tiên năm 1910.